# Kompania graniczna KOP „Chutory Merlińskie”

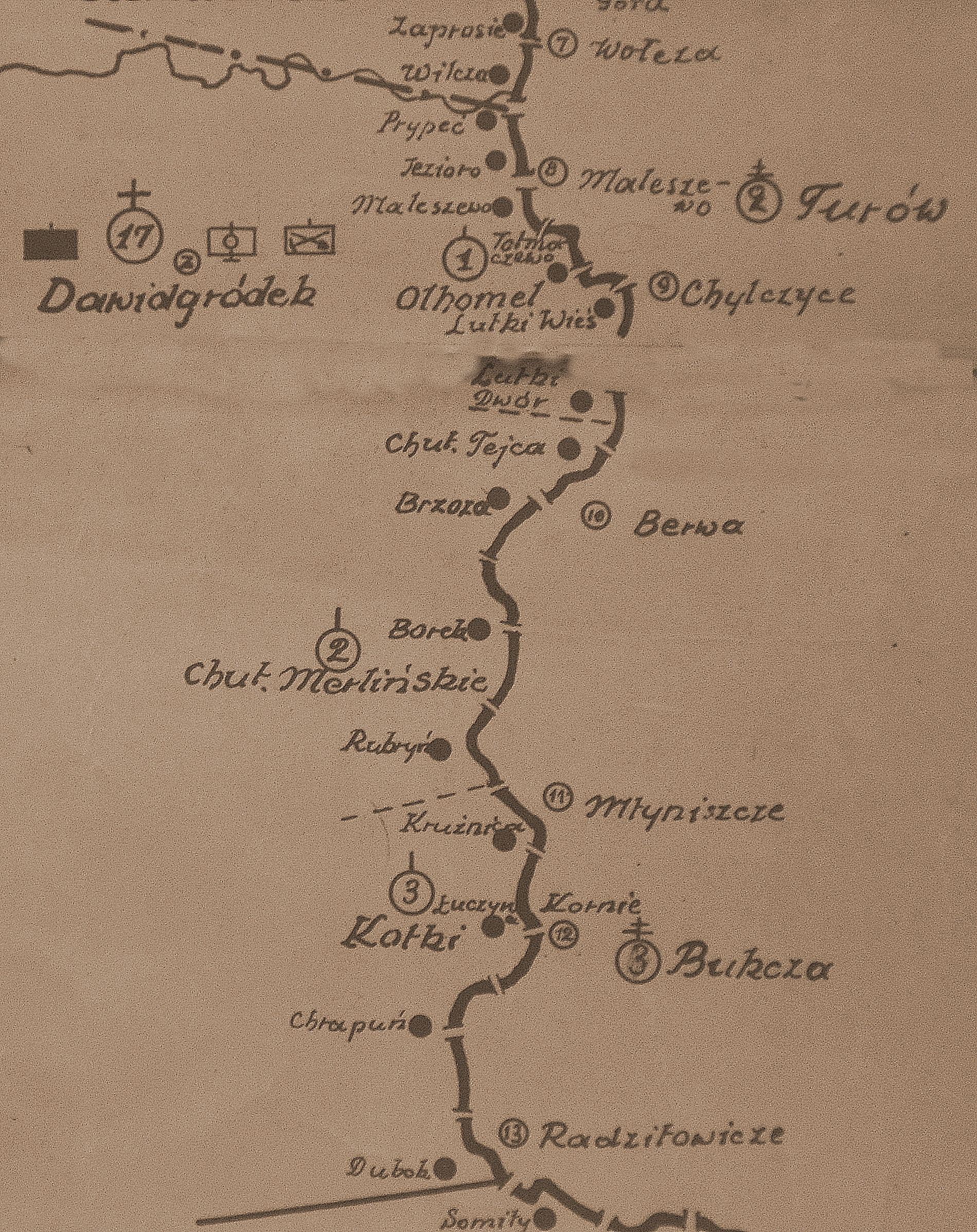
Rozmieszczenie batalionu KOP „Dawidgródek” w 1931

Kompania graniczna KOP „Chutory Merlińskie” – pododdział graniczny Korpusu Ochrony Pogranicza pełniący służbę ochronną na granicy polsko-radzieckiej.

## Formowanie i zmiany organizacyjne
Na podstawie rozkazu Ministra Spraw Wojskowych nr 1600/tjn./O.de B/25, w drugim etapie organizacji Korpusu Ochrony Pogranicza, w terminie do 1 marca 1925 sformowano 17 batalion graniczny, a w jego składzie 2 kompanię graniczną KOP. W listopadzie 1936 kompania liczyła 2 oficerów, 7 podoficerów, 4 nadterminowych i 87 żołnierzy służby zasadniczej. W 1939 2 kompania graniczna KOP „Chutory Merlińskie” podlegała dowódcy batalionu KOP „Dawidgródek”.

## Służba graniczna
Podstawową jednostką taktyczną Korpusu Ochrony Pogranicza przeznaczoną do pełnienia służby ochronnej był batalion graniczny. Odcinek batalionu dzielił się na pododcinki kompanii, a te z kolei na pododcinki strażnic, które były „zasadniczymi jednostkami pełniącymi służbę ochronną”, w sile półplutonu. Służba ochronna pełniona była systemem zmiennym, polegającym na stałym patrolowaniu strefy nadgranicznej i tyłowej, wystawianiu posterunków alarmowych, obserwacyjnych i kontrolnych stałych, patrolowaniu i organizowaniu zasadzek w miejscach rozpoznanych jako niebezpieczne, kontrolowaniu dokumentów i zatrzymywaniu osób podejrzanych, a także utrzymywaniu ścisłej łączności między oddziałami i władzami administracyjnymi. Miejscowość, w którym stacjonowała kompania graniczna, posiadała status garnizonu Korpusu Ochrony Pogranicza.
2 kompania graniczna „Chutory Merlińskie” w 1934 ochraniała odcinek granicy państwowej szerokości 33 kilometrów 850 metrów. Po stronie sowieckiej granicę ochraniała zastawa „Berwa” z komendantury „Bukcza” .
Kompanie sąsiednie:
- 1 kompania graniczna KOP „Olhomel” ⇔ 3 kompania graniczna KOP „Kołki” – 1928[8], 1929[9], 1931[7] , 1932[10], 1934[11], 1938[12]

## Struktura organizacyjna
| Struktura organizacyjna kompanii granicznej KOP „Chutory Merlińskie” |                              |                 |
| Lata                                                                 | 1928-1934                    | 1938 – 1939     |
| Strażnice                                                            | strażnica KOP „Chutor Tejca” | —               |
| Strażnice                                                            | strażnica KOP „Brzoza”       |                 |
| Strażnice                                                            | strażnica KOP „Korno”        |                 |
| Strażnice                                                            | strażnica KOP „Rubryń”       |                 |
| Inne                                                                 |                              | pluton odwodowy |

## Dowódcy kompanii
- kpt. Franciszek Antoni Pałka (był VI 1939)[17]